# Бин-Саттар, Рифат
Рифат Бин-Саттар (бенг. রিফাত বিন সাত্তার; 25 июля 1974) — бангладешский шахматист.
В 2006 году стал третьим гроссмейстером в истории Бангладеш после Нияза Муршеда (1987) и Зиаура Рахмана (2002).
Шестикратный чемпион страны (1991—1993, 1995, 2000 и 2003).
В составе сборной Бангладеш участник 8 Олимпиад (1994—2006, 2012).

## Изменения рейтинга
| Графики недоступны из-за технических проблем. См. информацию на Фабрикаторе и на mediawiki.org. |